# Романа (Сасари)
Романа (итал. Romana) је насеље у Италији у округу Сасари, региону Сардинија.
Према процени из 2011. у насељу је живело 578 становника. Насеље се налази на надморској висини од 272 м.

## Становништво
Према резултатима пописа становништва 2011. у општини је живело 578 становника.
| 1931. | 1936. | 1951. | 1961. | 1971. | 1981. | 1991. | 2001. | 2011. |
| ----- | ----- | ----- | ----- | ----- | ----- | ----- | ----- | ----- |
| 848   | 842   | 965   | 997   | 778   | 729   | 686   | 619   | 578   |